# Hagan
Hagan és una població dels Estats Units a l'estat de Geòrgia. Segons el cens del 2000 tenia 898 habitants.

## Demografia
Segons el cens del 2000, Hagan tenia 898 habitants, 362 habitatges, i 229 famílies. La densitat de població era de 165,9 habitants/km².
Dels 362 habitatges en un 30,7% hi vivien nens de menys de 18 anys, en un 46,1% hi vivien parelles casades, en un 12,7% dones solteres, i en un 36,5% no eren unitats familiars. En el 30,4% dels habitatges hi vivien persones soles el 7,7% de les quals corresponia a persones de 65 anys o més que vivien soles. El nombre mitjà de persones vivint en cada habitatge era de 2,44 i el nombre mitjà de persones que vivien en cada família era de 3,03.
Per edats la població es repartia de la següent manera: un 25,5% tenia menys de 18 anys, un 10,9% entre 18 i 24, un 29,6% entre 25 i 44, un 23,1% de 45 a 60 i un 10,9% 65 anys o més.
L'edat mediana era de 34 anys. Per cada 100 dones de 18 o més anys hi havia 100,9 homes.
La renda mediana per habitatge era de 26.852 $ i la renda mediana per família de 30.500 $. Els homes tenien una renda mediana de 30.139 $ mentre que les dones 17.303 $. La renda per capita de la població era de 15.351 $. Entorn del 20,1% de les famílies i el 23,1% de la població estaven per davall del llindar de pobresa.

## Poblacions més properes
El següent diagrama mostra les poblacions més properes.